# Cappella Valerio-Longo
La Cappella Valerio Longo è una cappella gentilizia di Modugno (BA).
Dedicata a San Francesco da Paola, è annessa a Palazzo Valerio Longo, in via Conte Rocco Stella.

## Storia
In questa Chiesa era custodita una immagine della Madonna Addolorata. Questa immagine non è più presente in chiesa in quanto, durante gli accadimenti del 10 marzo 1799, il Padre gesuita Paolo Piccirillo da Putignano istitutore ed educatore di Nicola Longo e dimorante in casa Longo, nel vedere la famiglia costernata e affranta per una prevedibile sciagura per il popolo modugnese, raccolse i Longo a pregare intorno a quella immagine. In seguito l'immagine fu portata dal Piccirillo nel vicino Convento delle Monacelle, le cui suore pregarono anch'esse intorno a quell'immagine. Infine una di loro, Suor Colomba Maria Centola da Bitonto montò sul campanile e affidando al vento quell'immagine esclamò: "A te Maria affido questo popolo, tu sei la madre di tutti noi". L'invocato patrocinio non venne meno ed entro sera il nemico sanfedista fu sconfitto. Rimpianto da tutto il popolo modugnese, nel seguente anno il giorno 4 marzo 1800, Padre Piccirillo spirava improvvisamente in casa Longo e veniva sepolto in questa cappella.
L'Abate Giovanni Battista Valerio Longo e il germano Francesco Paolo essendosi costruita una chiesetta nel 1705 ad un angolo del palazzo, con atto notarile dell'anno 1710 costituì una Fondazione della Cappella Gentilizia della sua famiglia dotandola di trenta ettari di fondi rustici con l'obbligo di celebrare 100 messe l'anno e nominò a godimento in primo luogo se stesso e in secondo luogo il figlio prete di suo fratello e tutti i figli preti in discendenza maschile, tutto ciò a devozione di San Francesco da Paola nella cui chiesetta si venerava una immagine.
Estintasi la famiglia Valerio, la chiesa passò alla famiglia Longo che ne venne in possesso nel 1787, con l'acquisto del Palazzo annesso alla cappella. La chiesa, di proprietà privata, attualmente appartiene alla famiglia Longo de Bellis di Rutigliano.

## Descrizione
La piccola porta della cappella è sormontata da un timpano triangolare spezzato che riporta l'iscrizione in latino: 1705 – AD VIRGINIS LAUDEM EREXIT DE MONTE SACELLUM – VALERIIS QUORUM PROSPERET OMNE DEUS («In lode della Vergine la famiglia de Monte eresse questa cappella nel 1705 per uso della Famiglia Valerio»).
Sotto l'iscrizione, sull'architrave del portale sostituito alla fine del Settecento, è riportato lo stemma gentilizio dei Longo, mentre all'interno della chiesa si trova quello dei Valerio. In mezzo al timpano spezzato è presente una nicchia dove fino ai primi anni del Novecento figurava una statuetta di San Francesco da Paola di inizio Settecento, ora conservata dalla famiglia Longo.
La chiesa conserva l'altare in marmo policromo dei primi del Settecento e il monumento funebre marmoreo del 1877 dedicato al medico Nicola Longo. Nella cripta, oltre il suddetto Nicola sono sepolti diversi membri delle Famiglie Longo, Cesena di Varese Ligure, del Giudice di Vinchiaturo, Risotti e Fortunato Di Giffoni.